# Romeno
Romeno là một đô thị ở tỉnh Trento ở vùng Trentino-Alto Adige/Südtirol của Ý, tọa lạc cách 35 km về phía bắc của Trento. Tại thời điểm ngày 31 tháng 12 năm 2004, đô thị này có dân số 1.315 người và diện tích là 9,1 km².
Đô thị Romeno có các frazioni (đơn vị trực thuộc, chủ yếu là các làng) Malgolo and Salter.
Romeno giáp các đô thị: Amblar, Cavareno, Coredo, Dambel, Don, Sanzeno và Sarnonico.